# بازگشت به خانه (فیلم ۱۳۶۹)
بازگشت به خانه فیلمی به کارگردانی مسعود نوابی محصول سال ۱۳۶۹ است.

## بازیگران
- معصومه اسکندری